# Wa (kana)
Wa (romanização do hiragana わ ou katakana ワ) é um dos kana japoneses que representam um mora. No sistema moderno da ordem alfabética japonesa (Gojūon), ele ocupa a 44.ª posição do alfabeto, entre Ro e Wi.
| Forma                   | Romaji      | Hiragana        | Katakana        |
| ----------------------- | ----------- | --------------- | --------------- |
| Normal w- (わ行 wa-gyō) | wa          | わ              | ワ              |
| Normal w- (わ行 wa-gyō) | waa wā, wah | わあ, わぁ わー | ワア, ワァ ワー |

## Formas alternativas
No Braile japonês, わ ou ワ são representados como:
| － | － |
| － | － |
| ●  | － |

O Código Morse para わ ou ワ é: －・－

## Traços

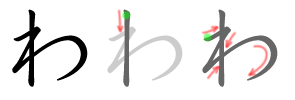
Seqüência de traços para escrita do わ

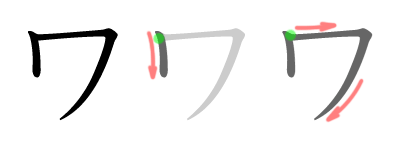
Seqüência de traços para escrita do ワ